# Dictionnaire raisonné de botanique
Dictionnaire raisonné de botanique (abreviado Dict. Rais. Bot.) es un libro con ilustraciones y descripciones botánicas que fue escrito conjuntamente por Sébastien Gérardin & Auguste Nicaise Desvaux. Fue publicado en París en el año 1817 con el nombre de Dictionnaire raisonné de botanique, contenant tous les termesthecniques tant anciens que modernes, considérés sous le rapport de la botanique, de l'agriculture, de la médecine, des arts, des eaux et fôrets, etc., etc.